# 法政大学通信教育部
法政大学通信教育部（ほうせいだいがくつうしんきょういくぶ、英：School of Correspondence, Hosei University）は、法政大学が設置する通信教育部。

## 概要

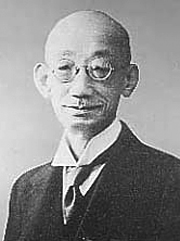
法政大学通信教育部初代部長の美濃部達吉

法政大学通信教育部は、「社会に開かれた大学」という法政大学の理念に基づき、1947年に開設された日本で最初の大学通信教育課程である。
法政大学通信教育部には、法学部、経済学部（経済学科・商業学科）、文学部（日本文学科・史学科・地理学科）の3学部5学科が設置されている。本部設立の経緯としては以下の通りである。
法政大学通信教育部は戦後、空襲によって大学校舎のほとんどが消失してしまったことを受け、当時の卒業生有志らが、通信教育を立ち上げるための企画を立案したことが開講の発端である。1947年3月10日、法政大学は通信教育創設案を文部省通信教育第一特別委員会に提出し、同省はこれを承認。森戸辰男文部大臣への書類の提出など、所要の手続きを経て通信教育部開講と相成った。なお、開講の準備期間において、「通信教育学生」の募集を行ったところ、入学案内の請求が約2万人に登ったこともあり、通信教育部の開講は向学心がありながらも、通学機会の得られなかった人々に大きな反響を呼び起こすことになった。
初代通信教育部部長には、有泉亨の推薦により美濃部達吉が据えられ、また美濃部によって我妻栄、宮沢俊義、横田喜三郎などの多くの学界の著名人、泰斗が教授として就任した。
開講当初は法学部のみであったが、1948年に文学部（日本文学科・史学科）、経済学部（経済学科・商業学科）が開設され、通信教育部はますますの盛り上がりを見せるに至った。その後も様々な改革を経て発展を遂げ、1997年には通信教育部関係者総意に基づき、船上及び外国にて講義を行うイベント「洋上スクーリング」が実施されるなど、異文化交流のための画期的な取り組みがなされた。

## 沿革
- 1947年（昭和22年） - 法政大学通信教育部設置（法学部開設）。法文学部を法学部、文学部の二学部に改組
- 1948年（昭和23年） - 『法政大学通信教育部報』創刊。経済学部、文学部開設。第一回夏期スクーリング開催
- 1950年（昭和25年） - 教職課程新設・開講。通年スクーリング（夜間）開講
- 1955年（昭和30年） - 文学部地理学科開講
- 1963年（昭和38年） - 『学習会報』を『オレンジ通信』へ改題
- 1972年（昭和47年） - 『法政通信』創刊
- 1977年（昭和52年） - 第一回地方スクーリング開講
- 1997年（平成9年） - 五○周年記念洋上スクーリング実施

## 学部・学科・教職課程

### 法学部
- 法律学科[7]

### 経済学部
- 経済学科[8]
- 商業学科[9]

### 文学部
- 日本文学科[10]
- 史学科[11]
- 地理学科[12]

### 教職課程[13]
所定の科目を履修し単位を修得することで教員免許を取得することが可能。

## 部長
- 前杢英明